# Вебстер (округ, Небраска)
Шаблон:StateAbbr_ 40°11′ пн. ш. 98°30′ зх. д. / 40.18° пн. ш. 98.5° зх. д.
Округ Вебстер (англ. Webster County) — округ (графство) у штаті Небраска, США. Ідентифікатор округу 31181.

## Історія
Округ утворений 1871 року.

## Демографія
За даними перепису
2000 року
загальне населення округу становило 4061 особу, усе сільське.
Серед мешканців округу чоловіків було 1954, а жінок — 2107. В окрузі було 1708 домогосподарств, 1119 родин, які мешкали в 1972 будинках.
Середній розмір родини становив 2,89.
Віковий розподіл населення поданий у таблиці:
| Стать    | До 15 років | 15-21 | 22-29 | 30-39 | 40-49 | 50-65 | 65-85 | Понад 85 |
| -------- | ----------- | ----- | ----- | ----- | ----- | ----- | ----- | -------- |
| Чоловіки | 386         | 151   | 106   | 234   | 307   | 351   | 373   | 46       |
| Жінки    | 395         | 152   | 94    | 255   | 267   | 376   | 442   | 126      |

## Суміжні округи
- Адамс — північ
- Клей — північний схід
- Наколлс — схід
- Джуелл, Канзас — південний схід
- Сміт, Канзас — південний захід
- Франклін — захід
- Карні — північний захід